# Gilles Leroy
Gilles Leroy (født 28. december 1958 i Bagneux) er en fransk forfatter, der i 2007 fik Goncourtprisen for romanen Alabama song.